# Judy Campbell
Judy Campbell (31. května 1916 – 6. června 2004) byla anglická herečka. Je matkou herečky a zpěvačky Jane Birkinové a režiséra Andrewa Birkina. Narodila se do herecké rodiny a svou kariéru zahájila roku 1935 ve hře The Last of Mrs. Cheyney. Později hrála v mnoha dalších hrách a také filmech, jako například Zelený jed (1946), a také v televizních seriálech. Zemřela v roce 2004 ve věku 88 let.